# 41-я сессия Комитета всемирного наследия ЮНЕСКО

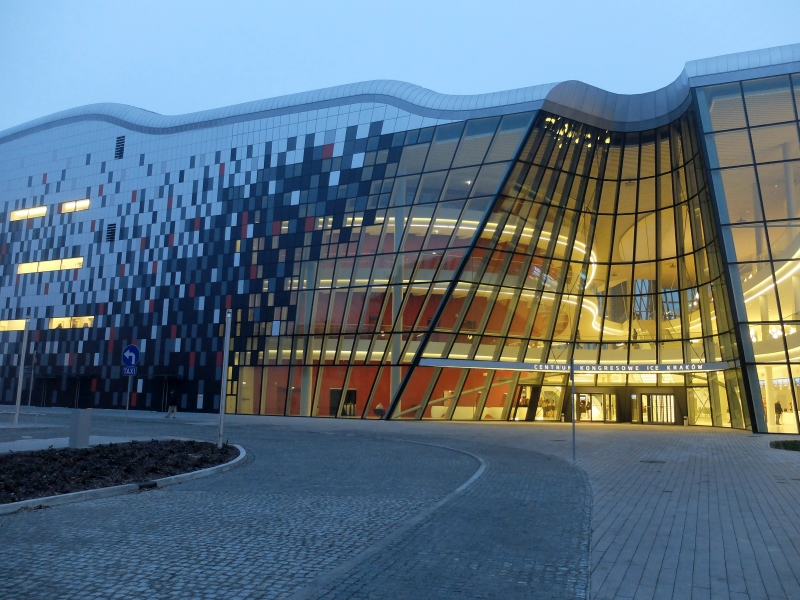
Конгресс-центр ICE Кракова, место проведения сессии.

41-я се́ссия Комите́та Всеми́рного насле́дия ЮНЕ́СКО прошла в городе Краков (Польша) со 2 по 12 июля 2017 года под председательством Яцека Пурхли. В работе сессии приняли участие делегации от 21 страны-члена Комитета всемирного наследия, а также наблюдатели от государств-сторон Конвенции об охране культурного и природного наследия 1972 года.
На рассмотрение Комитета было представлено 35 номинаций. Кроме того, было предложено рассмотреть состояние 99 объектов всемирного наследия и 55 объектов из списка всемирного наследия, находящегося под угрозой.
В результате работы сессии список пополнился 21 новым объектом (18 по культурным критериям, 3 по природным), 5 объектов было расширено. Кроме того, были внесены изменения в список всемирного наследия, находящегося под угрозой. Данный список пополнился 2 объектами, и 3 объекта были из него исключены.
По состоянию на 12 июля 2017 года в списке всемирного наследия находилось 1073 объекта из 167 стран мира. Список всемирного наследия, находящегося под угрозой, состоял из 54 объектов в 33 странах мира.
Ниже представлен список объектов, в отношении которых были вынесены итоговые решения в ходе работы 41-й сессии Комитета всемирного наследия ЮНЕСКО. Все разделы списка упорядочены по номерам объектов.

## Объекты, внесённые в список Всемирного наследия
| #  | Изображение | Название | Страна                     | №    | Критерии        |
| -- | ----------- | --- | -------------------------- | ---- | --------------- |
| 1  |             | Озёрный край Англии (англ. The English Lake District) | Великобритания             | 422  | ii, v, vi       |
| 2  |             | Ландшафты Даурии (англ. Landscapes of Dauria) | Монголия Россия            | 1448 | ix, x           |
| 3  |             | Мбанза-Конго, развалины столицы древнего Королевства Конго (англ. Mbanza Kongo, Vestiges of the Capital of the former Kingdom of Kongo)                                                             | Ангола                     | 1511 | iii, iv         |
| 4  |             | Город Афродизиас (англ. Aphrodisias) | Турция                     | 1519 | ii, iii, iv, vi |
| 5  |             | Успенский собор и монастырь острова-града Свияжск (англ. Assumption Cathedral and Monastery of the town-island of Sviyazhsk)                                                                        | Россия                     | 1525 | ii, iv          |
| 6  |             | Национальный парк Лос-Алерсес (англ. Los Alerces National Park) | Аргентина                  | 1526 | vii, x          |
| 7  |             | Пещеры и искусство Ледникового периода в Швабском Альбе (англ. Caves and Ice Age Art in the Swabian Jura)                                                                                           | Германия                   | 1527 | iii             |
| 8  |             | Священное место Тапутапуатеа (англ. Taputapuātea) | Франция                    | 1529 | iii, iv, vi     |
| 9  |             | Храмовый комплекс Самбор-Прей-Кук, археологический объект, раскопки древнего города Ишанапура (англ. Temple Zone of Sambor Prei Kuk, Archaeological Site of Ancient Ishanapura)                     | Камбоджа                   | 1532 | ii, iii, vi     |
| 10 |             | Венецианские оборонительные сооружения XVI—XVII веков (англ. Venetian Works of Defence between the 16th and 17th Centuries: Stato da Terra – Western Stato da Mar)                                  | Италия Хорватия Черногория | 1533 | iii, iv         |
| 11 |             | Священный остров Окиносима и связанные с ним объекты в регионе Мунаката (англ. Sacred Island of Okinoshima and Associated Sites in the Munakata Region)                                             | Япония                     | 1535 | ii, iii         |
| 12 |             | Куято в Гренландии — древнескандинавский и инуитский сельскохозяйственный ландшафт на границе ледникового покроя (англ. Kujataa Greenland: Norse and Inuit Farming at the Edge of the Ice Cap)      | Дания                      | 1536 | v               |
| 13 |             | Свинцовые, серебряные и цинковые шахты в Тарновске-Гуры и его гидравлическая подземная система управления (англ. Tarnowskie Góry Lead-Silver-Zinc Mine and its Underground Water Management System) | Польша                     | 1539 | i, ii, iv       |
| 14 |             | Заповедник Кукушили в провинции Цинхай (англ. Qinghai Hoh Xil) | Китай                      | 1540 | vii, x          |
| 15 |             | Кулангсу — международное историческое поселение (англ. Kulangsu, a Historic International Settlement)                                                                                               | Китай                      | 1541 | ii, iv          |
| 16 |             | Исторический город Йезд (англ. Historic City of Yazd) | Иран                       | 1544 | iii, v          |
| 17 |             | Культурный ландшафт этнической группы чъхомани (англ. ǂKhomani Cultural Landscape) | ЮАР                        | 1545 | v, vi           |
| 18 |             | Археологический памятник «Пристань Валонгу» (англ. Valongo Wharf Archaeological Site) | Бразилия                   | 1548 | vi              |
| 19 |             | Асмэра: модернистский город Африки (англ. Asmara: A Modernist African City) | Эритрея                    | 1550 | ii, iv          |
| 20 |             | Исторический город Ахмадабад (англ. Historic City of Ahmadabad) | Индия                      | 1551 | ii, v           |
| 21 |             | Старый город Хеврон / Эль-Халиль (англ. Hebron/Al-Khalil Old Town) | Палестина                  | 1565 | ii, iv, vi      |

## Изменение границ объектов, находящихся в списке Всемирного наследия
| # | Изображение | Название | Изменения | Страна                                                                                              | №    | Год внесения в список |
| - | ----------- | --- | --- | --------------------------------------------------------------------------------------------------- | ---- | --------------------- |
| 1 |             | Страсбург: от Гранд-Иль до Нойштадт, европейский облик городов (англ. Strasbourg, Grande-Île and Neustadt)                                             | Расширение объекта «Страсбург — Гранд-Иль». | Франция                                                                                             | 495  | ii, iv                |
| 2 |             | Гелатский монастырь (англ. Gelati Monastery) | Сокращение границ объекта «Храм Баграта и Гелатский монастырь» путём лишения храма Баграта статуса объекта Всемирного наследия.                                            | Грузия                                                                                              | 710  | iv                    |
| 3 |             | Баухауз и связанные с ним объекты в Веймаре, Дессау и Бернау (англ. Bauhaus and its Sites in Weimar, Dessau and Bernau)                                | Расширение объекта «Памятники архитектурной школы Баухауз в городах Веймар и Дессау».                                                                                      | Германия                                                                                            | 729  | ii, iv, vi            |
| 4 |             | Комплекс природоохранных зон В-Арли-Пенджари (англ. W-Arly-Pendjari Complex)                                                                           | Расширен участок национального парка Дубль-Ве в Нигере. | Бенин Буркина-Фасо Нигер                                                                            | 749  | 1996                  |
| 5 |             | Девственные буковые леса в Карпатах и других регионах Европы (англ. Ancient and Primeval Beech Forests of the Carpathians and Other Regions of Europe) | Расширение объекта «Девственные буковые леса Карпат и реликтовые буковые леса Германии» (Германия, Словакия, Украина) со включением участков в 9 других странах и Украине. | Албания Австрия Бельгия Болгария Германия Испания Италия Румыния Словакия Словения Украина Хорватия | 1133 | 1996                  |

## Объекты, внесённые в список Всемирного наследия, находящегося под угрозой
| # | Изображение | Название                                                           | Причина включения | Страна    | №    | Год внесения в список |
| - | ----------- | ------------------------------------------------------------------ | --- | --------- | ---- | --------------------- |
| 1 |             | Исторический центр Вены (англ. Lake Turkana National Parks)        | Из-за высотного строительства в рамках проекта «Конькобежный клуб Вены — отель Intercontinental и концертный зал Вены». | Австрия   | 1033 | 2001                  |
| 2 |             | Старый город Хеврон / Эль-Халиль (англ. Hebron/Al-Khalil Old Town) | | Палестина | 1565 | 2017                  |

## Объекты, исключённые из списка Всемирного наследия, находящегося под угрозой
| # | Изображение | Название                                             | Примечание | Страна      | №   | Год внесения в список |
| - | ----------- | ---------------------------------------------------- | --- | ----------- | --- | --------------------- |
| 1 |             | Национальный парк Сымен (англ. Simien National Park) | Объект был внесён в список в 1996 году из-за воздействий, связанных со строительством дороги через территорию парка, чрезмерной эксплуатации пастбищ, вторжения сельскохозяйственной деятельности на границах парка, а также из-за сокращения популяций абиссинских козлов, эфиопских шакалов и других крупных млекопитающих. Исключён в связи с улучшением управления объектом и усилиями по сокращению масштабов чрезмерной эксплуатации пастбищ, а также воздействия туризма, строительства альтернативной дороги, стабильности типичных местных популяций. | Эфиопия     | 9   | 1978                  |
| 2 |             | Национальный парк Комоэ (англ. Comoé National Park)  | Объект был внесён в список в 2003 году из-за браконьерства, чрезмерного выпаса огромного поголовья крупного рогатого скота и отсутствия надлежащих механизмов управления. Исключён из-за борьбы правительства с браконьерством, увеличения популяции животных. | Кот-д’Ивуар | 227 | 1983                  |
| 3 |             | Гелатский монастырь (англ. Gelati Monastery)         | Объект «Храм Баграта и Гелатский монастырь» был внесён в список в 2010 году из-за реконструкции храма Баграта, нарушавшей его целостность и аутентичность. Исключён из-за лишения храма Баграта статуса объекта всемирного наследия. | Грузия      | 710 | 1994                  |

## Карта
- — объекты, внесённые в список всемирного наследия
- — объекты, находящиеся в списке всемирного наследия и получившие изменения
- — объекты, внесённые в список всемирного наследия, находящегося под угрозой
- — объекты, исключённые из списка всемирного наследия, находящегося под угрозой